# Elpidiense Calcio 1982-1983
Questa voce raccoglie le informazioni riguardanti l'Elpidiense Calcio nelle competizioni ufficiali della stagione 1982-1983.

## Rosa
| N. |                   | Ruolo | Calciatore         |
| -- | ----------------- | ----- | ------------------ |
|    | Italia (bandiera) | P     | Enrico Albertosi   |
|    | Italia (bandiera) | D     | Antonio Borraccini |
|    | Italia (bandiera) | A     | Gabriele Cittadini |
|    | Italia (bandiera) | C     | Antonio Del Duca   |
|    | Italia (bandiera) | D     | Paolo Faraone      |
|    | Italia (bandiera) | D     | Moreno Freddi      |
|    | Italia (bandiera) | D     | Mauro Gaspari      |
|    | Italia (bandiera) | P     | Stefano Leoni      |
|    | Italia (bandiera) | A     | Domenico Lepidi    |
|    | Italia (bandiera) | D     | Antonio Marini     |
|    | Italia (bandiera) | D     | Maurizio Marozzi   |

| N. |                   | Ruolo | Calciatore            |
| -- | ----------------- | ----- | --------------------- |
|    | Italia (bandiera) | C     | Roberto Marinelli     |
|    | Italia (bandiera) | C     | Italo Menconi (II)    |
|    | Italia (bandiera) | A     | Salvatore Militello   |
|    | Italia (bandiera) | C     | Piero Nardi           |
|    | Italia (bandiera) | C     | Francesco Paglialunga |
|    | Italia (bandiera) |       | Parroni               |
|    | Italia (bandiera) | C     | Ernesto Pezzuoli      |
|    | Italia (bandiera) | C     | Luigi Quondamatteo    |
|    | Italia (bandiera) | D     | Claudio Rosi          |
|    | Italia (bandiera) | C     | Roberto Sgolastra     |
|    | Italia (bandiera) | C     | Massimo Trotta        |